# Stora Alsjön
Stora Alsjön este o arie protejată (arie specială de conservare — SAC, sit de importanță comunitară — SCI) din Suedia întinsă pe o suprafață de 195,2 ha, integral pe uscat.

## Localizare
Centrul sitului Stora Alsjön este situat la coordonatele 59°05′35″N 17°24′49″E / 59.093°N 17.4136°E.

## Înființare
Situl Stora Alsjön a fost declarat sit de importanță comunitară în iulie 2000 pentru a proteja 1 specie de plante. Situl a fost protejat și ca arie specială de conservare în martie 2011.

## Biodiversitate
Situată în ecoregiunea boreală, aria protejată conține 6 habitate naturale: Pante stâncoase silicioase cu vegetație casmofită, Ape oligotrofe din câmpii nisipoase, cu un conținut foarte redus de minerale (Littorelletalia uniflorae), Mlaștini împădurite, Lacuri și iazuri distrofice naturale, Mlaștini turboase de tranziție și turbării mișcătoare, Taiga vestică.
La baza desemnării sitului se află o specie protejată de  plante: Buxbaumia viridis.